# 片瀬成美
片瀬 成美（かたせ なるみ、1992年7月6日 - ）は、日本のアイドル、女優。
ミレニアムプロ所属。女性アイドルユニットnotallのオリジナルメンバー。

## 略歴
埼玉県出身。愛称はなーちゃん。
notall結成以前は舞台で活動しており、結成後も活動の合間を縫い、舞台活動は継続している。
2014年5月30日、ワロップ放送局の次世代型ソーシャルアイドルグループのプロデュースに先立って行われたソーシャルアイドルオーディションで選ばれた、片瀬成美、田崎礼奈、渡邊ちこ、佐藤遥の4名でnotall結成。
2021年12月、22年3月の公演を最後にオリジナルメンバーの佐藤・田崎と共に卒業することを表明。
2022年5月21日、新型コロナウイルス感染症感染拡大の影響により延期となっていた「WE ARE NOTALL TOUR 2022〜みんな笑って！はい、チーズ！〜」TOUR FINAL!!(サンパール荒川大ホール)にてグループとしての活動を終了した。以降は舞台女優として活動。

## 人物
- 一人っ子である。
- notallの中間管理職でアイドル力No.１の癒しキャラ。
- ファン想いで、TwitterなどのSNSでは丁寧に交流をしている。
- カルピスとチョコレートが大好き。
- アイドルでありながらアイドル好き。フェアリーズ、でんぱ組.incなど。
- テレビっ子であり、ドラマのチェックは欠かさない。
- 好きな色は赤
- 趣味は映画・舞台鑑賞 、 ラジオを聴くこと
- 特技はダンス、クラシックバレエ
- 好きな食べ物はアボカド、調理したトマト料理
- 特徴的な絵を描くことからメンバーからは「片瀬画伯」と呼ばれている。

## 出演
※個人での出演のみ(グループとしての活動はnotall#出演を参照)

### 舞台
- MY LIFE〜今よりも、少しだけ高い場所へ〜（2014年6月25 - 29日、笹塚ファクトリー）
- 暁のヨナ　（2016年3月16 - 21日、EX THEATER ROPPONGI）- アユラ 役
- 星の王子さま〜サン=テグジュペリ物語　（2018年1月25 - 28日、六行会ホール）- 薔薇 役
- スリーアウト！〜ホームラン編〜（2018年8月29日 - 9月2日、新宿村LIVE）[2]　有栖役
- LIFE RESET？（2020年1月3日 - 7日、赤坂RED/THEATER）　- カゲ・中野玲奈 役
- CHICACO（2021年3月13日 - 21日、BIG TREE THEATER）- 小林紗良 役
- 暴走中 （2021年12月10日 - 12日、オルタナティブシアター）- 田中 役
- キ上の空論「朱の人」（2022年4月13日 - 17日、下北沢・本多劇場）- ユカリ・演劇部員 役
- ソフトボイルド「戦国送球〜バトルボールズ外伝〜天上天下唯我独尊」（2022年6月22日 - 26日、シアターサンモール）- 天宮さえり 役
- Satorare〜キミに届く、心の声〜（2022年7月21日 - 24日、BOX in BOX THEATER）
- ミュージカル「クロスフレンズ」(2022年9月29日 - 10月2日、光が丘・IMAホール) - イザベラ・イルゼ 役
- 25Magic(2022年12月10日-19日、三越劇場) - 本多小鳥 役
- 朗読劇「でかける時はいつも」(2023年2月3日 - 5日、πTOKYO) - キミ 役(ヒロイン)
- 権乱業火 (2023年5月3日 - 7日、中野ザ・ポケット) - 狼凛 役
- 超次元ミュージカル「ネプテューヌ」(2023年9月23日 - 10月1日、CBGK シブゲキ!!) - マイドール 役
- けものフレンズ おおきなきみとちいさなきせき Re:JAPARI STAGE(2023年10月20日 - 31日、品川プリンスホテルクラブex) - ヒツジ 役
- ラフテイル・オブ・アラジン (2023年11月22日 - 26日、スペース・ゼロ) - ファティマ 役
- 横浜キョンシーRENDEZ-VOUS(2024年5月29日 - 6月2日、六行会ホール) - 一角堂リン 役
- 劇団ウルトラマンション「くもらない約束」(2024年9月4日 - 8日、テアトルBonBon) - 瀬川笠音 役
- D-ystopia～終わりの始まり～(2024年11月6日 - 10日、六行会ホール) - ニヴル 役
- ミュージカル「もう一度抱きしめて」(2025年1月29日 - 2月2日、博品館劇場) - 多田まり 役
- 殺し屋トレイシー兄弟の楽しすぎる夜（2025年3月19日 - 23日、シアターサンモール）- ナターシャ・イワノフ 役[3]

### 映画
- スリーアウト！-プレイボール篇-（2019年6月22日、ココロヲ・動かす・映画社○）[4]

### 広告
- 武蔵野短期大学  車内広告
- 2021年~スキンケアコスメ~「OLIGO LOGIC」- イメージモデル

### CM
- ウェブベルマーク ラジオCM - ナレーター

### 雑誌
- TRUSH-UP!!（2015年2月5日発売）
- ホンシェルジュ（2016年6月20日発売）
- UNIT （2018年9月14日発売）- 表紙
- IDOL FILE （2021年8月27日発売）
- bis（2021年12月1日発売）
- Gina 2022Fall (2022年9月7日発売)

### Web
- キタコレ「恵比寿MADISON」リポート（2014年）
- キタコレ「グルメ＆ミュージックフェスタ」リポート（2014年）
- キタコレ！【 和のあかり×百段階段展】目黒雅叙園の「夏のイルミネーション」リポーター（2015年）